# بيرني فاين
بيرني فاين (بالإنجليزية: Bernie Fine)‏ هو مدرب كرة سلة أمريكي، ولد في 23 ديسمبر 1945 في بروكلين في الولايات المتحدة.